# Светилище на Фатима Масуме
Светилището на Фатима Масуме се намира в град Кум (Иран) – най-свещения град за шиитските мюсюлмани след Машхад.
След като умира от болест, пътувайки към брат си, Фатима Масуме (сестра на владетеля) е погребана в Кум през 816 г. Гробището, в което е погребана, е отворено за обществеността от Муса ибн Харадж, тогавашен висш служител на Кум. В храма са погребани и 3-те дъщери на деветия имам Мохамад ал-Таки.
Мястото става популярно за поклонение през ІХ – Х век и продължава да бъде през Тимуридския период. Град Кум, включително и храмът, е нападнат от монголците през 1221 г. Куполът на храма е възстановен и дворът е украсен в чест на сефавидския шах Исмаил I през 1519 г. Голяма част от светилищния комплекс е построен за първи път от шах Абас I Велики в началото на ХVІІ век.
Сградата се състои от погребална камера, 3 малки двора и 3 големи молитвени зали (с обща площ 38 000 кв. м), наречени Табатат, Бала Сар, А'дам.
Фатима Масуме е почитана като светица, а нейното светилище в Кум се нарежда сред най-значимите шиитски храмове в Иран. Всяка година хиляди шиитски мюсюлмани пътуват до Кум, за да почетат Фатима Масуме и да я помолят за благословия. Някои поклонници остават там с часове и дни, за да се молят в джамията и да обикалят гробницата на Фатима Масуме. Светилището привлича десетки семинари и религиозни училища. Изобразено е на обратната страна на иранската монета от 50 риала, излязла през 2004 г.